# 多拉萊克 (明尼蘇達州)
多拉萊克（英語：Dora Lake）是位於美國明尼蘇達州艾塔斯卡縣金赫斯特鎮區的一個非建制地區。

## 地理
多拉萊克所處的海拔為高於海平面404米（即1325英呎），而該地所採用的時區為UTC-6，即北美中部時區（CST）。同時該地設有夏令時間，為UTC-6調快一小時，即UTC-5（CDT）。